# 努尔·汗空军基地
努尔·汗空军基地是位于巴基斯坦旁遮普省拉瓦尔品第县的一個巴基斯坦空軍軍用機場。贝娜齐尔·布托国际机场停用後，該機場成為努尔·汗空军基地的一部分。 
努尔·汗空军基地始建於1935年。2012年改為現名，名字來自於努尔·汗。在巴基斯坦獨立後，努尔·汗是該軍事基地的首位負責人。